# Huracán Inés
El huracán Inez fue un gran huracán poderoso que afectó el Caribe, Bahamas, Florida y México en 1966. Fue la primera tormenta registrada que afectó a todas esas áreas. Se originó a partir de una onda tropical sobre África y se convirtió en depresión tropical el 21 de septiembre. Se movió lentamente hacia el oeste, inicialmente sin intensificarse mucho; se convirtió en tormenta tropical Inez el 24 de septiembre. La tormenta se convirtió en huracán y se intensificó rápidamente cuando azotó la región francesa de ultramar de Guadalupe el 27 de septiembre. Inez dañó gravemente los cultivos de azúcar y banano de la isla, y miles de hogares resultaron dañados. , dejando a 10.000 personas sin hogar. Los daños en Guadalupe se estimaron en $ 50 millones y hubo 40 muertes. Después de ingresar al Caribe, Inez se debilitó brevemente antes de fortalecerse, alcanzando vientos máximos sostenidos de 270 km/h (165 mph) el 28 de septiembre, y finalmente tocó tierra con esa intensidad en la República Dominicana. Ese día, un vuelo de cazadores de huracanes reportó una ráfaga de 197 mph (317 km/h), que fue la más alta registrada en ese momento.
Continuando hacia el oeste, Inez tocó tierra como un pequeño huracán en la península de Barahona en la República Dominicana. Allí, la tormenta inundó muchos ríos y destruyó más de 800 casas. A nivel nacional, hubo alrededor de 100 muertes y $ 12 millones en daños. Después de afectar al país, Inez azotó el suroeste de Haití, donde fue considerado el peor huracán desde la década de 1920. Murieron hasta 1.000 personas y 60.000 quedaron sin hogar. Los daños totalizaron $ 20,35 millones en Haití, lo que llevó al gobierno de los Estados Unidos a enviar ayuda por primera vez en casi diez años debido al mal manejo de fondos anterior. Inez se debilitó rápidamente sobre La Española, aunque volvió a intensificarse hasta convertirse en un gran huracán antes de azotar el sureste de Cuba el 30 de septiembre. En el país, 125.000 personas se vieron obligadas a evacuar, hubo tres muertos y 20 millones de dólares en daños.
El huracán se movió lentamente sobre Cuba durante dos días antes de emerger al Océano Atlántico cerca de las Bahamas. Se esperaba que continuara mar adentro, aunque se detuvo y reanudó su camino anterior hacia el oeste. En las Bahamas, las fuertes lluvias y las mareas altas provocaron inundaciones, que mataron a cinco personas y dejaron $15,5 millones en daños. Se produjeron vientos con fuerza de huracán en los Cayos de Florida, donde resultaron dañados 160 hogares y 190 remolques. El rocío salino dañó los cultivos en la región, y hubo $ 5 millones en daños y cuatro muertes. En el Estrecho de Florida, Inez volcó un bote de refugiados cubanos, matando a 45 personas. En el norte del Golfo de México, un helicóptero se estrelló después de transportar evacuados de una plataforma petrolera, matando a 11 personas. El huracán amenazó el norte de la Península de Yucatán, y aunque permaneció mar adentro, Inez produjo inundaciones y provocó algunos cortes de energía. Al tocar tierra por última vez, Inez inundó partes de Tamaulipas y cortó las carreteras a Tampico. Unas 84.000 personas quedaron sin hogar y el huracán destruyó al menos 2.500 casas. Los daños se estimaron en $ 104 millones y hubo 74 muertes en México

## Historia Meteorológica

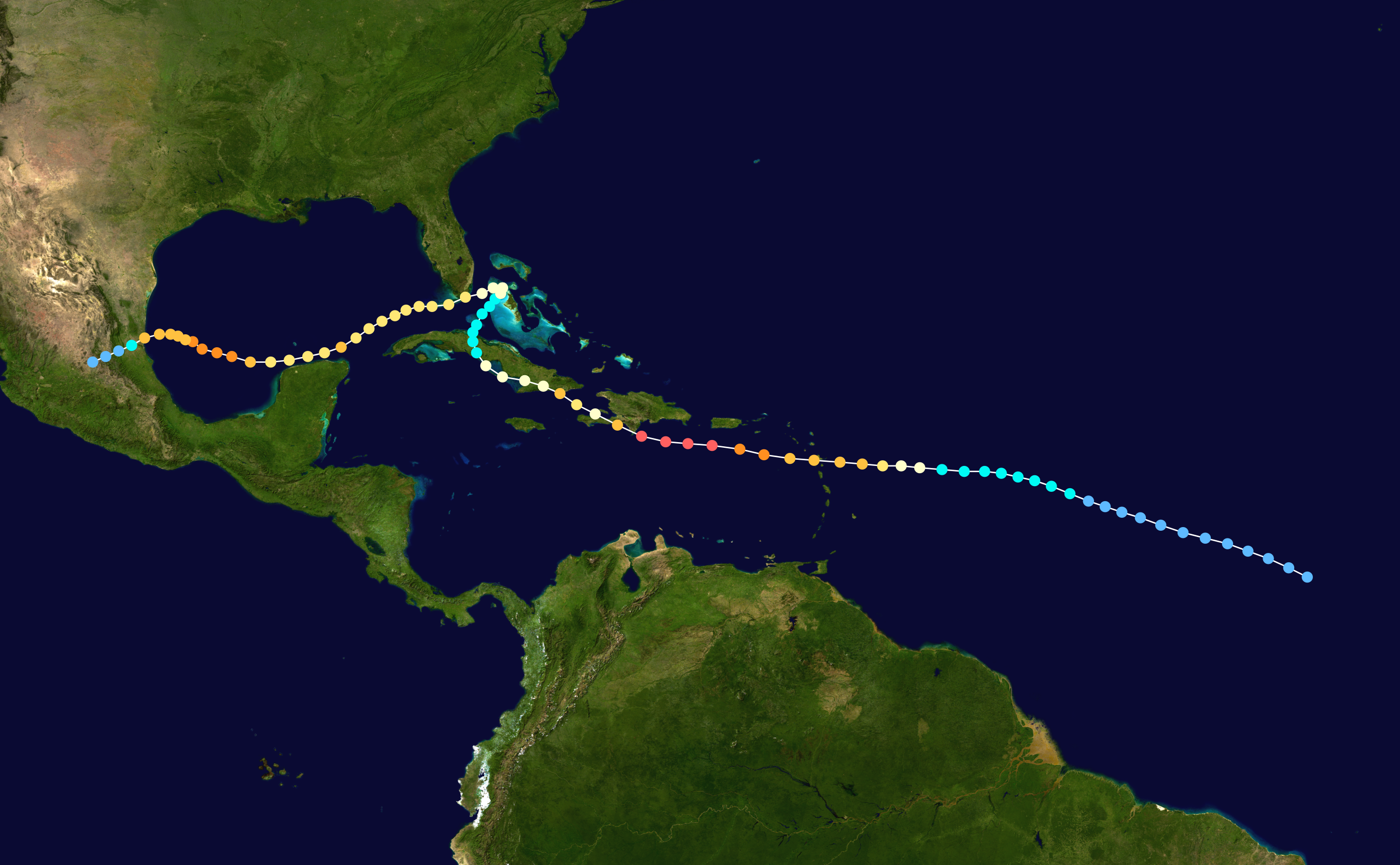
Mapa que traza la trayectoria y la intensidad de la tormenta, según la escala de Saffir-Simpson

Los orígenes de Inez fueron de una onda tropical que se formó sobre el Sahara en África central el 15 de septiembre a partir del monzón. Se movió hacia el oeste con los vientos predominantes y salió de la costa oeste de África el 18 de septiembre. El precursor de Inez fue una perturbación a lo largo de la parte norte de la ola, que se consideró depresión tropical el 18 de septiembre en el resumen anual de ciclones tropicales. El sistema, rastreado por satélites, se desplazó hacia el oeste-suroeste y el 21 de septiembre se clasificó oficialmente como depresión tropical, aproximadamente a mitad de camino entre las Antillas Menores y África. El sistema permaneció débil mientras giraba hacia el oeste-noroeste. Un vuelo de Hurricane Hunters indicó cierta intensificación en el sistema, lo que llevó al Centro Nacional de Huracanes (NHC) a iniciar avisos sobre la tormenta tropical Inez, ubicada a unas 800 millas (1300 km) al este de Martinica. Con temperaturas cálidas del agua, la tormenta desarrolló un área circular de convección sobre su centro. Inez desaceleró mientras se curvaba hacia el oeste alrededor de una cresta al norte y rápidamente se intensificó, alcanzando el estado de huracán el 26 de septiembre.
El 27 de septiembre, Inez se fortaleció hasta alcanzar vientos de 120 mph (195 km/h), convirtiéndolo en un huracán de categoría 3 en la escala Saffir-Simpson. Más tarde ese día, se movió directamente sobre la isla de Guadalupe. En ese momento, Inez era un pequeño ciclón, con vientos huracanados que se extendían 50 millas (80 km) desde el centro; los meteorólogos lo etiquetaron como un "micro-huracán... debido a su característica estructura de nubes pequeñas y apretadas y su fuerte viento máximo en la superficie". Su estructura se vio interrumpida por la isla y la presión central aumentó de 961 mbar (28,4 inHg) a 970 mbar (29 inHg), indicativo de debilitamiento. Sin embargo, Inez volvió a intensificarse después de ingresar al Mar Caribe oriental, alcanzando una presión mínima de 927 mbar (27,4 inHg) al sur de Puerto Rico el 28 de septiembre. Los Hurricane Hunters informaron vientos sostenidos de 197 mph (317 km/h) a una altura de 8.000 pies (2.400 m), los vientos más fuertes registrados para la tormenta. El mismo vuelo estimó vientos en la superficie entre 241 y 282 km/h (150 y 175 mph) cerca del centro. La intensidad máxima que figura en HURDAT, la base de datos de huracanes del Atlántico, es de 165 mph (270 km/h), lo que convierte a Inez en un huracán de categoría 5. En 2017, un nuevo análisis preliminar realizado como parte del proyecto de nuevo análisis de huracanes en el Atlántico en curso elevó la intensidad máxima de Inez de su original 150 mph (240 km/h). Este nuevo análisis ha sido aceptado oficialmente e incluido en HURDAT. Mientras estaba cerca de la intensidad máxima, Inez se encontraba a unas 160 millas (260 km) al suroeste de San Juan, Puerto Rico, y el ojo fue rastreado por radar desde la isla. Su creciente flujo de salida provocó que la tormenta tropical Judith se disipara al este sobre el Atlántico central. El 29 de septiembre, el pequeño pero poderoso huracán tocó tierra en la península de Barahona y rápidamente se debilitó sobre la tierra. Se movió brevemente mar adentro y golpeó la península sur de Haití cerca de Jacmel. El ojo emergió al Pasaje de Barlovento cerca de Léogâne, aunque severamente debilitado. La presión aumentó a 987 mbar (29,1 inHg) y los vientos disminuyeron a 90 mph (150 km / h) sobre tierra. Sin embargo, Inez se volvió a intensificar rápidamente sobre el agua, alcanzando vientos de 185 km/h (115 mph) el 30 de septiembre antes de azotar el sureste de Cuba cerca de la Bahía de Guantánamo. Cuando Inez estuvo sobre Cuba, los meteorólogos tuvieron dificultades para predecir el futuro de la tormenta; se esperaba que el huracán se desplazara hacia el norte frente a la costa este de los Estados Unidos debido a una debilidad en la cordillera del norte. El huracán se desplazó hacia el oeste-noroeste dentro de corrientes ligeras, debilitándose sobre el terreno alto pero luego desplazándose mar adentro de la costa sur de Cuba. Mientras estaba sobre el agua, el ojo se reorganizó y el ciclón mantuvo la intensidad de huracán. Inez eventualmente giró hacia el norte sobre el centro de Cuba y emergió al Océano Atlántico en octubre.

## Preparativos
En Guadalupe, que fue la primera zona afectada por el huracán, los residentes fueron evacuados a escuelas instaladas como refugios. Pan American World Airways canceló vuelos a la región. Cuando Inez estaba cerca de su máxima intensidad, el NHC advirtió a los residentes del sur de Haití y la República Dominicana sobre el peligro que representaba el huracán. La agencia enfatizó que el ojo era visible en el radar para calmar la tensión de un cambio inesperado en la pista. En general, las advertencias de huracán se emitieron con 24 horas de anticipación, con la excepción del sureste de Florida debido a la desaceleración del huracán. En total, 250.000 personas evacuadas a lo largo del camino de Inez. En la Bahía de Guantánamo, los funcionarios ordenaron a los residentes de la base naval que evacuaran a refugios contra tormentas. Grandes barcos en el puerto fueron trasladados a Jamaica antes de que azotara la tormenta. En todo el este de Cuba, el primer ministro Fidel Castro ordenó la evacuación de unas 125.000 personas en áreas bajas, principalmente en la provincia de Oriente. Las estaciones de seguimiento de la Fuerza Aérea de los Estados Unidos en las Bahamas se aseguraron o se trasladaron a lugares más seguros. Los residentes de los Cayos de Florida tapiaron las ventanas y los frentes de las tiendas, y cientos de personas fueron evacuadas a un refugio en Key West. En el sureste de Florida, las oficinas gubernamentales y las escuelas cerraron.
A lo largo de la península de Yucatán, unas 15.000 personas fueron evacuadas de la ciudad costera de Progreso, en una región que rara vez experimenta huracanes. En el norte del Golfo de México, un helicóptero se estrelló después de evacuar a los trabajadores de una plataforma petrolera a unas 65 millas (105 km) al sur-suroeste de Morgan City, Luisiana, en condiciones por lo demás tranquilas; Murieron 11 personas, incluido el piloto. Cuando Inez se acercaba a su última llegada a tierra, la Oficina Meteorológica de los Estados Unidos emitió advertencias de huracán desde Brownsville hasta Port Isabel, Texas, con advertencias de vendaval hacia el norte hasta Corpus Christi. Al menos 2000 personas fueron evacuadas solo de Port Isabel y muchos barcos camaroneros fueron asegurados. En el área de Tampico, donde Inez tocó tierra por última vez, más de 31,000 personas fueron evacuadas a terrenos más altos.

## Impacto
En general, el huracán Inez mató a unas 1000 personas, la mayoría en Hispaniola, y causó daños por más de $200 millones. El daño a los cultivos fue menor que el de otras tormentas de magnitud similar, debido al pequeño tamaño de Inez y su ocurrencia al final de la temporada.

### Caribe
Cuando Inez golpeó Guadalupe, una estación en la isla informó vientos sostenidos de 80 mph (130 km/h), con ráfagas de 94 mph (151 km/h), antes de que fallaran las comunicaciones. La lluvia en la isla alcanzó los 170 mm (6,5 pulgadas). Los fuertes vientos destruyeron los techos de miles de casas, dejando a 10.000 personas sin hogar. Hubo graves daños tanto en los cultivos de plátano como de azúcar, descritos como "aplanados" por el St. Petersburg Times. La tormenta inundó una central eléctrica en Pointe-à-Pitre y derribó muchas líneas eléctricas, provocando cortes de energía. Associated Press describió que el huracán "prácticamente arrasó todo un distrito de Pointe-à-Pitre". Cientos de personas resultaron heridas, aunque debido a los hospitales dañados y el corte de energía, la mayoría solo recibió tratamiento improvisado. Inez dejó 40 personas muertas y $50 millones en daños en la isla. Los fuertes vientos también afectaron a la cercana Antigua, y se reportaron daños desde esa isla hasta Dominica.
En las Islas Vírgenes de los Estados Unidos, una estación en St. Croix reportó ráfagas de 45 mph (72 km/h). Cuando Inez pasó al sur de Puerto Rico, sus bandas de lluvia produjeron ráfagas de viento a lo largo de la costa sur de la isla, alcanzando las 50 mph (80 km/h) en Peñuelas. En Isla de Mona, las ráfagas de viento se estimaron en 80 mph (130 km/h). Se produjeron inundaciones en el sur de Puerto Rico y los fuertes vientos dañaron 20 casas.
El huracán Inez golpeó a la República Dominicana cerca de su máxima intensidad. A lo largo de la península de Barahona, más de 800 viviendas fueron destruidas y, a nivel nacional, unas 5.000 personas quedaron sin hogar. Hubo graves daños a la industria algodonera del país, así como a los cultivos de café, caña de azúcar y cacao a lo largo de la península de Barahona. En la ciudad capital de Santo Domingo, fuertes lluvias inundaron cientos de viviendas a lo largo del río Ozama, obligando a miles a evacuar. La alta mar dañó una parte de un malecón. Muchos ríos a lo largo de la península de Barahona también se inundaron. En todo el país, Inez mató a unas 100 personas, incluidas 55 en Juancho, y dejó $12,000,000 daños.
En el vecino Haití, los fuertes vientos derribaron líneas eléctricas y torres de radio, lo que cortó la comunicación con el exterior. Las fuertes lluvias provocaron inundaciones repentinas entre las cadenas montañosas, en un lugar apodado el "valle de la muerte"; allí, la Oficina Meteorológica comentó que "los vientos locales ... bien pueden haber excedido las 160 mph (260 km / h)". Miles de casas fueron destruidas o perdieron su techo. El gobierno haitiano reportó más de 1.000 muertes en las semanas posteriores a la tormenta. El gobierno de Estados Unidos informó que el huracán "no mató a más de 50" en Haití, y "tampoco hubo una emergencia real", debido a que el presidente François Duvalier hizo un mal uso de la ayuda anterior. La evaluación de EE. UU. fue incorrecta, ya que el resumen anual de ciclones tropicales de 1966 en Monthly Weather Review indicó 750 muertes en Haití, principalmente en Jacmel. El presidente Duvalier consideró que el huracán era "la peor tormenta... desde la década de 1920". En el país, 1.000 personas resultaron heridas y 60.000 quedaron sin hogar, y los daños se estimaron en 20,35 millones de dólares. En toda Hispaniola, alrededor de 1500 personas resultaron gravemente heridas y muchas personas aún se estaban recuperando del huracán Flora en 1963.
Una estación en la bahía de Guantánamo informó vientos de 138 mph (222 km / h) cuando Inez desembarcó en Cuba y las precipitaciones alcanzaron las 12 pulgadas (300 mm). Las mareas estaban 10 pies (3,0 m) por encima de lo normal allí. El huracán derribó árboles y líneas eléctricas, y muchos techos resultaron dañados en la base naval. En la ciudad de Guantánamo, el huracán destruyó 500 casas. Los fuertes vientos dañaron gravemente los cultivos de azúcar y café del país. Cuando Inez volvió a entrar en el Golfo de México, amenazó al noroeste de Cuba y produjo 12 pulgadas (300 mm) de lluvia. El oleaje y los fuertes vientos afectaron la costa. En la provincia de La Habana, las inundaciones obligaron a evacuar a 21.000 personas, la mayoría en zonas bajas. Un edificio fue destruido en La Habana. A nivel nacional, Inez hirió al menos a 38 personas y causó cinco muertes, tres de las cuales ocurrieron después de que Inez se mudara hacia el suroeste desde los Cayos de Florida. Los daños totalizaron $ 20 millones.
En las Bahamas, el huracán dejó caer fuertes lluvias durante tres días, alcanzando los 363 mm (14,31 pulgadas) en Nassau. Allí, Inez generó un pequeño tornado que produjo vientos de más de 100 mph (160 km/h), matando a una persona e hiriendo a tres. Las mareas altas inundaron partes de Nassau. Se reportaron dos trombas marinas en Freeport. Las ráfagas de viento en el archipiélago alcanzaron los 140 km/h (90 mph) en West End, Gran Bahama, y los vientos sostenidos alcanzaron los 103 km/h (64 mph) en Freeport. Cinco personas murieron en todo el país y los daños se estimaron en 15,5 millones de dólares.

### EE.UU
En el Estrecho de Florida, las altas olas de Inez volcaron un corredor de bloqueo de 24 pies (7,3 m) que transportaba exiliados cubanos a Miami. Diez de los pasajeros escaparon en una balsa dañada, pero el único sobreviviente fue el capitán; 45 personas murieron por el naufragio del barco. Las olas altas también inhabilitaron tres barcos y encallaron un bote de la Guardia Costera cerca de Miami; un salvavidas y gente en la playa ayudaron a rescatar a la tripulación de nueve guardacostas en medio de un mar embravecido.
Cuando el huracán atravesó los Cayos de Florida, dejó caer una lluvia ligera que alcanzó los 122 mm (4,80 pulgadas) cerca de Kendall. Inez fue considerado un "huracán seco", y aproximadamente 1 pulgada (25 mm) de la precipitación que cayó fue en gran parte en forma de rocío de agua de mar. Se produjeron lluvias ligeras en Miami, donde los fuertes vientos dañaron los cultivos debido al rocío de sal sobre la vegetación local. Durante su paso, Inez produjo mareas por encima de lo normal, alcanzando 5 pies (1,5 m) por encima de lo normal en Big Pine Key. Inez produjo fuertes vientos mientras se intensificaba, y los vientos más fuertes ocurrieron después del paso del ojo. Los vientos sostenidos más altos fueron de 98 mph (158 km/h) en Plantation Key, y las ráfagas máximas fueron de 120 mph (190 km/h) en Dry Tortugas. En Big Pine Key, los vientos sostenidos se estimaron en 150 mph (240 km/h), con ráfagas de 165 mph (266 km/h). En Florida continental, las ráfagas más altas fueron de 148 km/h (92 mph) en Flamingo. Los vientos dañaron las ramas más pequeñas de los árboles y arrancaron algunos árboles. Alrededor del 20% de la cosecha local de aguacates fue arrancada de los árboles, aunque la mayor parte se pudo salvar. Los vientos y el rocío de sal dañaron gravemente las verduras en el sur del condado de Dade, incluidas pérdidas de hasta el 80 % de los tomates en algunas granjas. Se informaron cortes de energía en Key West. En los Cayos de Florida, el huracán dañó 160 casas y 190 remolques. En todo el estado, los daños totalizaron $ 5 millones y hubo cuatro muertes; tres eran ancianos que murieron de infartos mientras instalaban persianas, y el cuarto era un adolescente que fue barrido por un gran oleaje. Inez fue el último huracán en amenazar el área metropolitana de Miami hasta el huracán David en 1979, y el último huracán en azotar los Cayos de Florida hasta el huracán Kate en 1985.
Cuando Inez estaba tocando tierra por última vez en México, su circulación exterior llegó al sur de Texas, produciendo vientos de 22 mph (35 km/h) y trazas de lluvia. Las mareas alcanzaron los 3,1 pies (0,94 m) por encima de lo normal en Corpus Christi, y las olas de 10 pies (3,0 m) causaron $ 5,000 en daños a los muelles.

### México
Mientras el huracán se encontraba frente a la costa norte de la península de Yucatán, Inez produjo vientos sostenidos de 69 mph (111 km / h), con ráfagas de 81 mph (130 km / h), en Mérida. Los vientos cortaron la energía y derribaron árboles en Progreso, así como en ciudades cercanas. Altas olas destruyeron un muelle en Telchac Puerto. Las fuertes lluvias inundaron las calles de Mérida, aunque los daños no fueron graves.
Cuando el huracán tocó tierra por última vez, una estación en Tampico informó vientos sostenidos de 185 km/h (115 mph), con ráfagas de 204 km/h (127 mph) antes de que se cortaran las comunicaciones. Inez dejó caer fuertes lluvias al trasladarse a tierra, lo que provocó inundaciones. En Soto la Marina, Tamaulipas, la lluvia totalizó 10.12 pulgadas (257 mm). En el noreste de México, más de 3.000 personas quedaron varadas por las inundaciones después de que docenas de ríos y arroyos se desbordaron, lo que obligó a algunas familias a agarrarse a los árboles. Las inundaciones arrasaron caminos alrededor de Tampico y cortaron las comunicaciones y el suministro de agua. En Tamaulipas, 15 personas murieron al intentar entregar suministros a los residentes a lo largo del río Tamesi. En todo el país, el huracán dejó sin hogar a unas 84.000 personas y destruyó al menos 2.500 casas. Los daños agrícolas totalizaron más de $80 millones y los daños a la propiedad se estimaron en $24 millones solo en Tampico y Ciudad Madero. En general, Inez mató a 74 personas en México.

## Retiro de Nombre
Debido a los daños y muertes causados por la tormenta, el nombre Inez fue retirado, siendo remplazado por Isabel en la temporada de 1970.